# Pfarrkirche Wulzeshofen

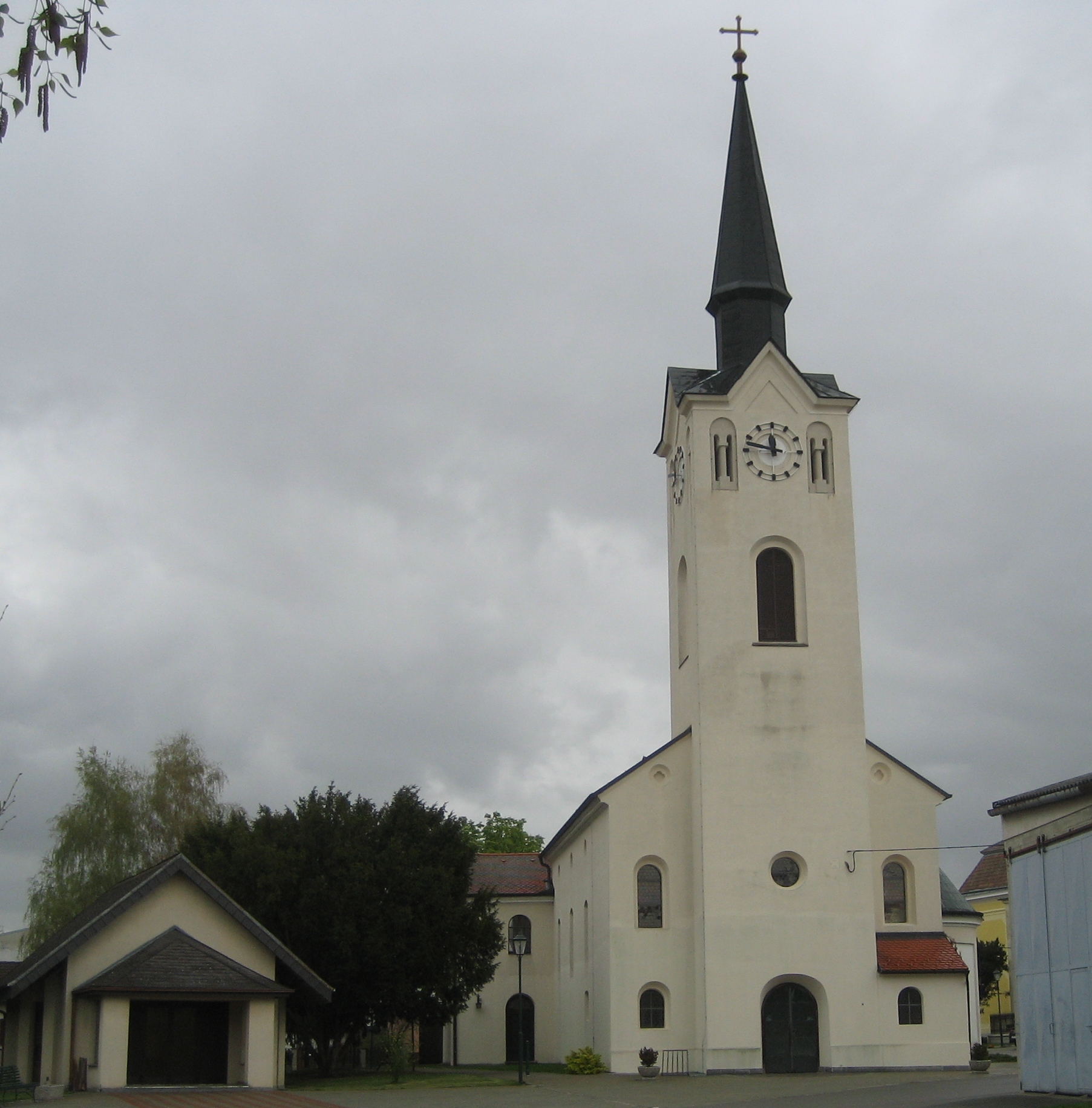
Katholische Pfarrkirche hl. Johannes der Täufer in Wulzeshofen

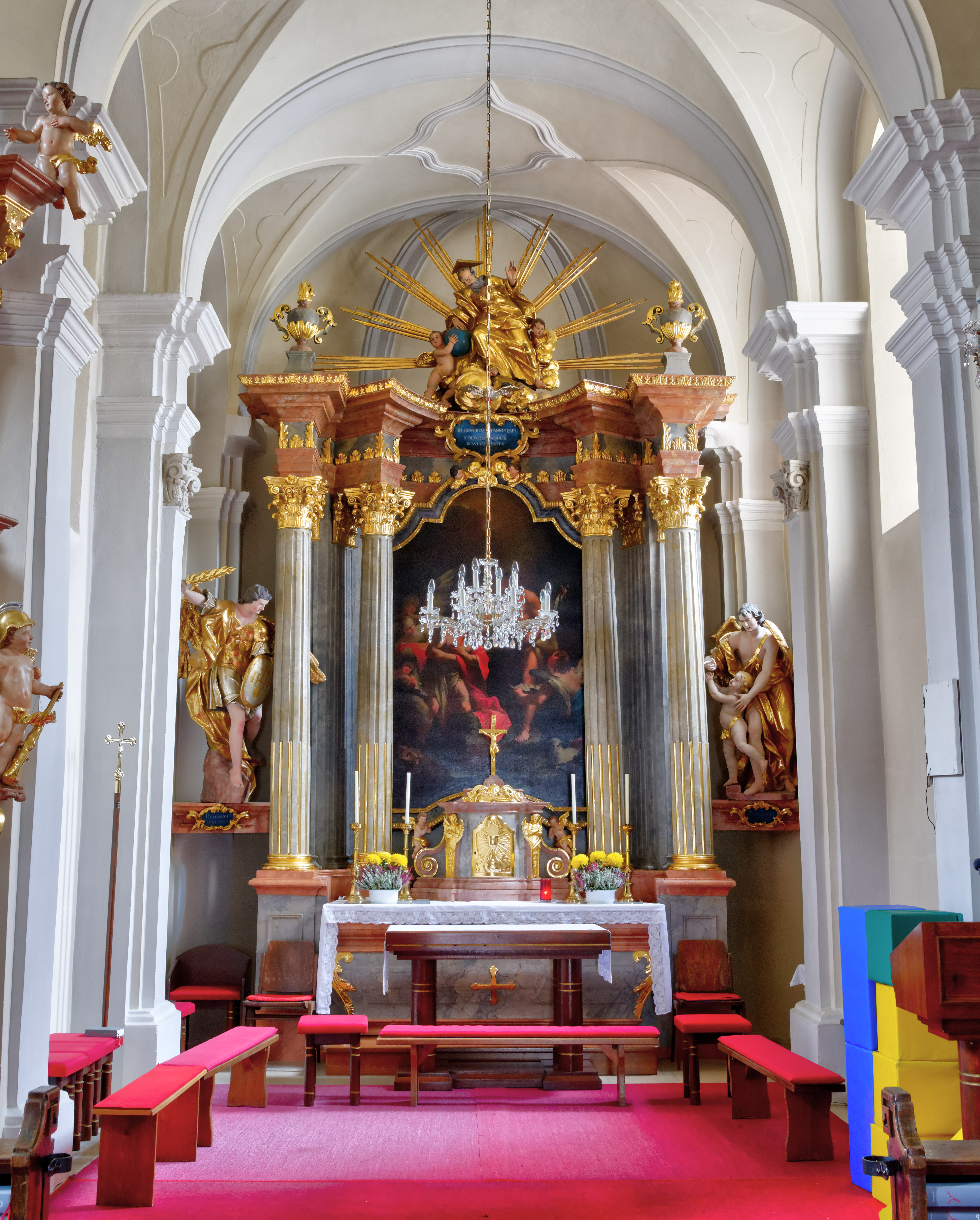
Chor mit Hochaltar

Die römisch-katholische Pfarrkirche Wulzeshofen steht mittig in der Ortschaft Wulzeshofen in der Stadtgemeinde Laa an der Thaya im Bezirk Mistelbach in Niederösterreich. Die dem Patrozinium des hl. Johannes der Täufer unterstellte Pfarrkirche gehört zum Dekanat Laa-Gaubitsch im Vikariat Unter dem Manhartsberg der Erzdiözese Wien. Die Kirche steht unter Denkmalschutz (Listeneintrag).

## Geschichte
Nach 1300 ein Vikariat wurde 1429 die Pfarre gegründet und 1754 die Pfarre erneut gegründet. Die Pfarre war bis zu deren Aufhebung 1789 dem Stift Säusenstein inkorporiert.
Die ehemals gotische Kirche wurde in der ersten Hälfte des 18. Jahrhunderts verändert und erweitert.

## Architektur
Das Kirchenäußere zeigt ein schlichtes Langhaus und einen eingezogenen Chor mit gotischen Strebepfeilern, Langhaus und Chor haben Rundbogenfenster in tiefen Laibungen. Der barocke Westturm hat rundbogige Schallfenster und das oberste Geschoß mit gekuppelten Rundbogenfenstern, er trägt ein Pyramidendach aus dem 19. Jahrhundert. Südlich des Langhauses am dritten Joch steht ein barocker Kapellenanbau aus 1725 über einem ellipsoiden Grundriss mit Lisenengliederung und Ovalfenstern. Im nördlichen Chorwinkel steht eine zweigeschoßige barocke Sakristei mit Oratorium.
Das Kircheninnere zeigt ein dreijochiges Langhaus unter einer Stichkappentonne mit stuckierten Feldern auf Doppelgurten auf Wandpfeilern mit Pilastern und einer hohen Kämpferzone und Schildbögen. Die kreuzunterwölbte Westempore mit einer vorschwingenden Brüstung steht dreischiffig auf Pfeilern. Der eingezogene Triumphbogen ist rundbogig. Der zweijochige Chor mit einem Dreiachtelschluss hat ein Stichkappentonnengewölbe mit Ornamentfeldern, Gurten auf Pilastern mit Volutenkapitellen vor Wandpfeilern. In der nördlichen Chorwand befindet sich ein segmentbogiges Oratoriumsfenster. Die südliche Seitenkapelle am Langhaus hat eine Ovalkuppel auf einem Gesims auf Pilastern mit Volutenkapitellen, und Bandlstuckwerk in den Fensterlaibungen und an den Pilastern.

## Einrichtung
Die barocke Ausstattung zeigt sich in reichen Formen.
Der Hochaltar aus 1735/1740 hat freistehende Säulen mit einer hohen Gebälkzone, auf dem Giebel befindet sich eine Kartusche mit Inschrift und die Figurengruppe Gottvater mit Engel. Der Hochaltar zeigt das Altarblatt Taufe Christi von Paul Troger 1739 und trägt die seitlichen Schnitzfiguren Erzengel Raffael und Michael. Der Seitenaltar in der Kapelle entstand um 1760, er hat einen stuckmarmorierten Säulenaufbau mit einem Segmentbogengiebel, er zeigt das Fresko Gottvater und trägt die seitlichen Schnitzfiguren der Heiligen Benedikt und Bernhard.
Das Orgelgehäuse aus 1742 mit einem reich verzierten Gehäuse und Engelsfiguren beinhaltet eine Orgel mit 13 Registern aus 1934 von Johann M. Kauffmann.